# Ралли Франции

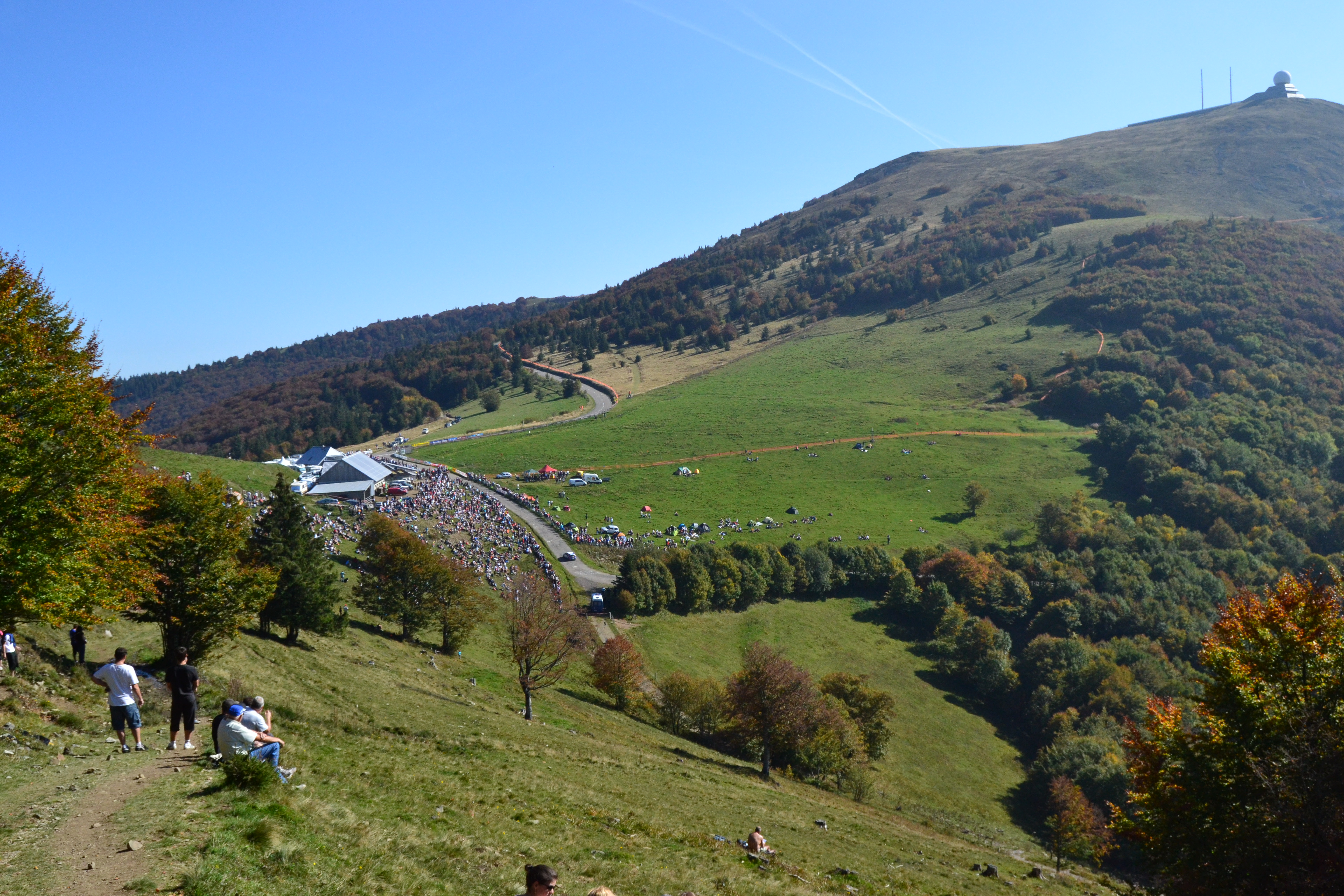
Ралли Франции 2011 года - СУ12 Grand Ballon

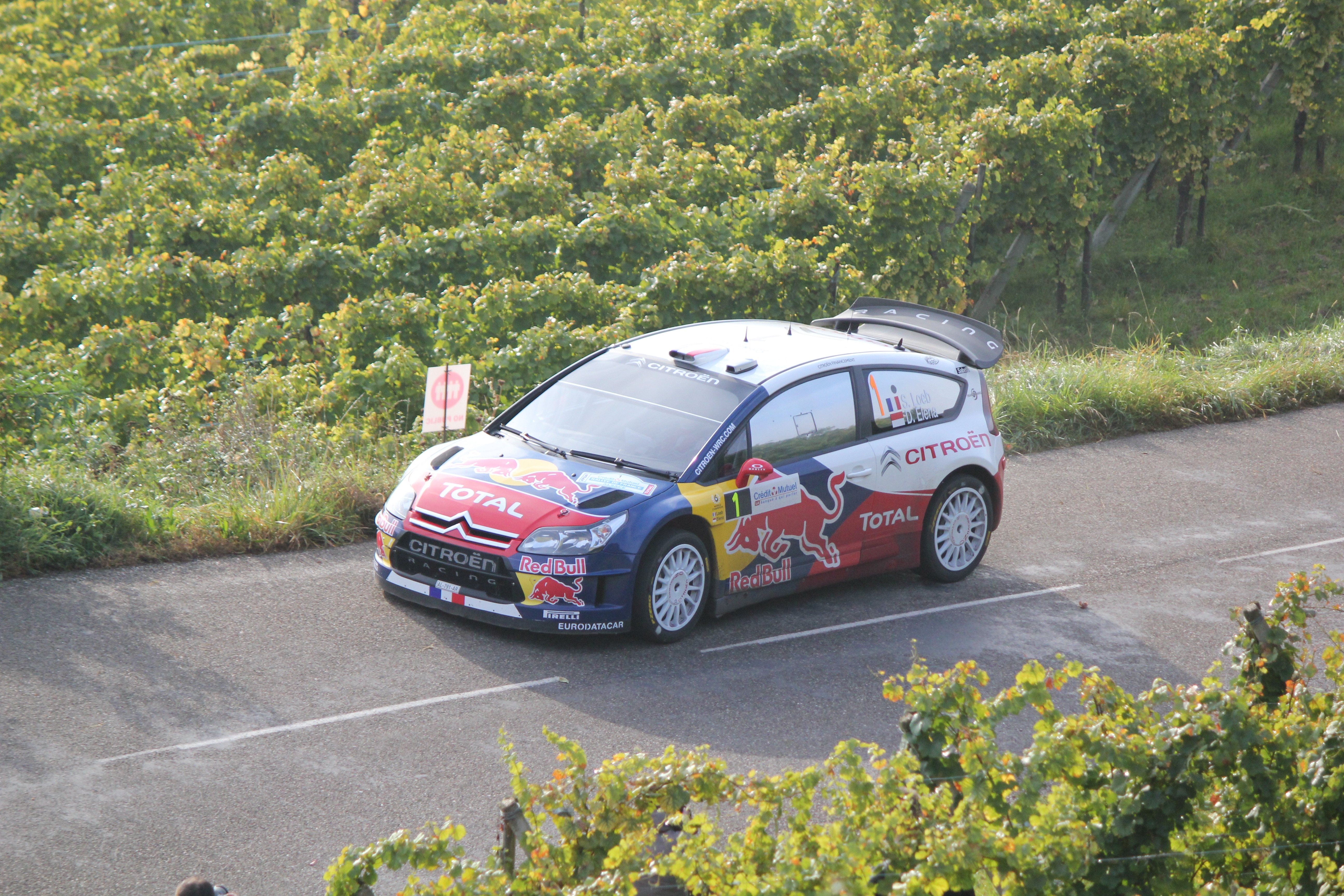
Себастьен Лёб

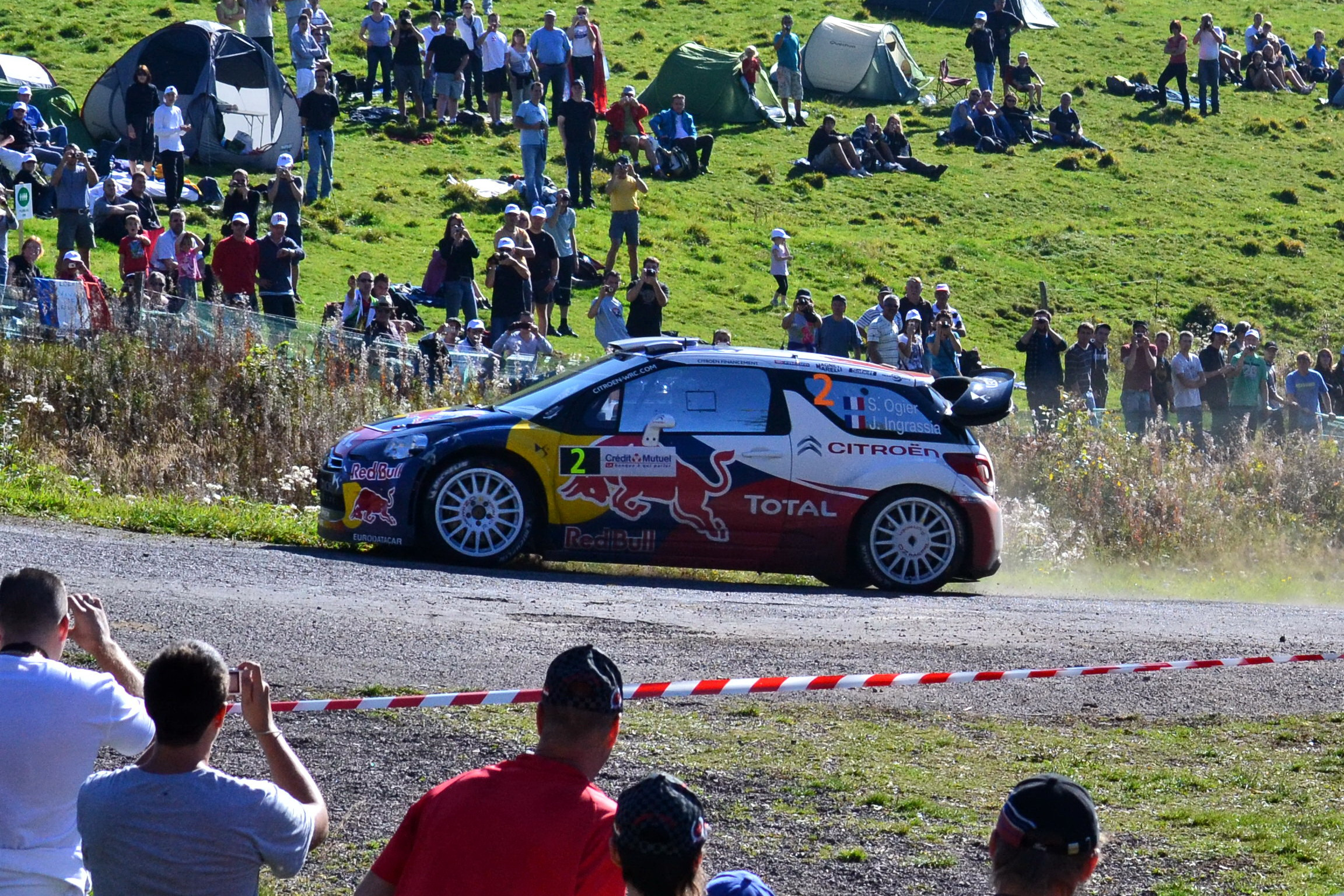
Себастьен Ожье (2011)

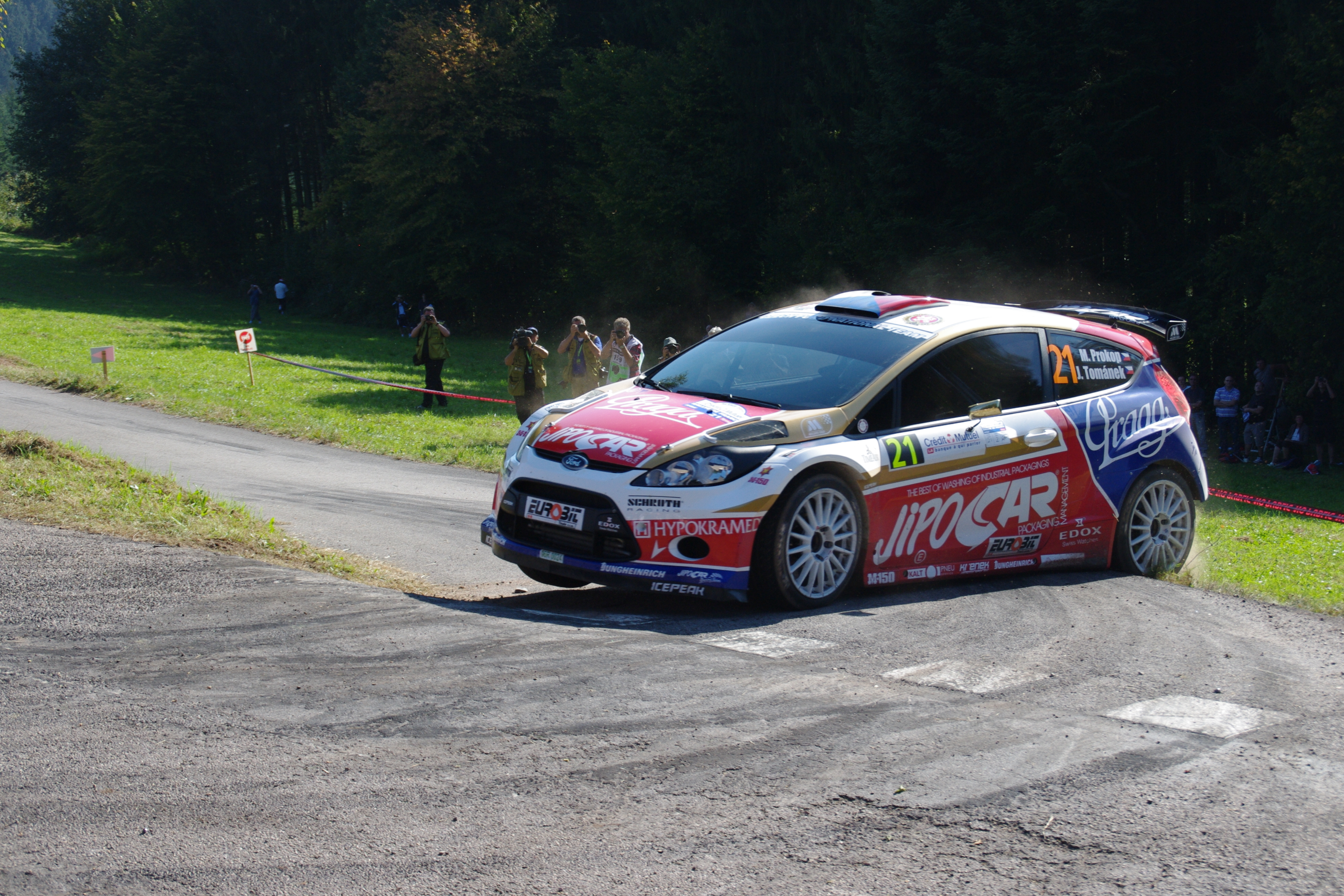
Мартин Прокоп (2011)

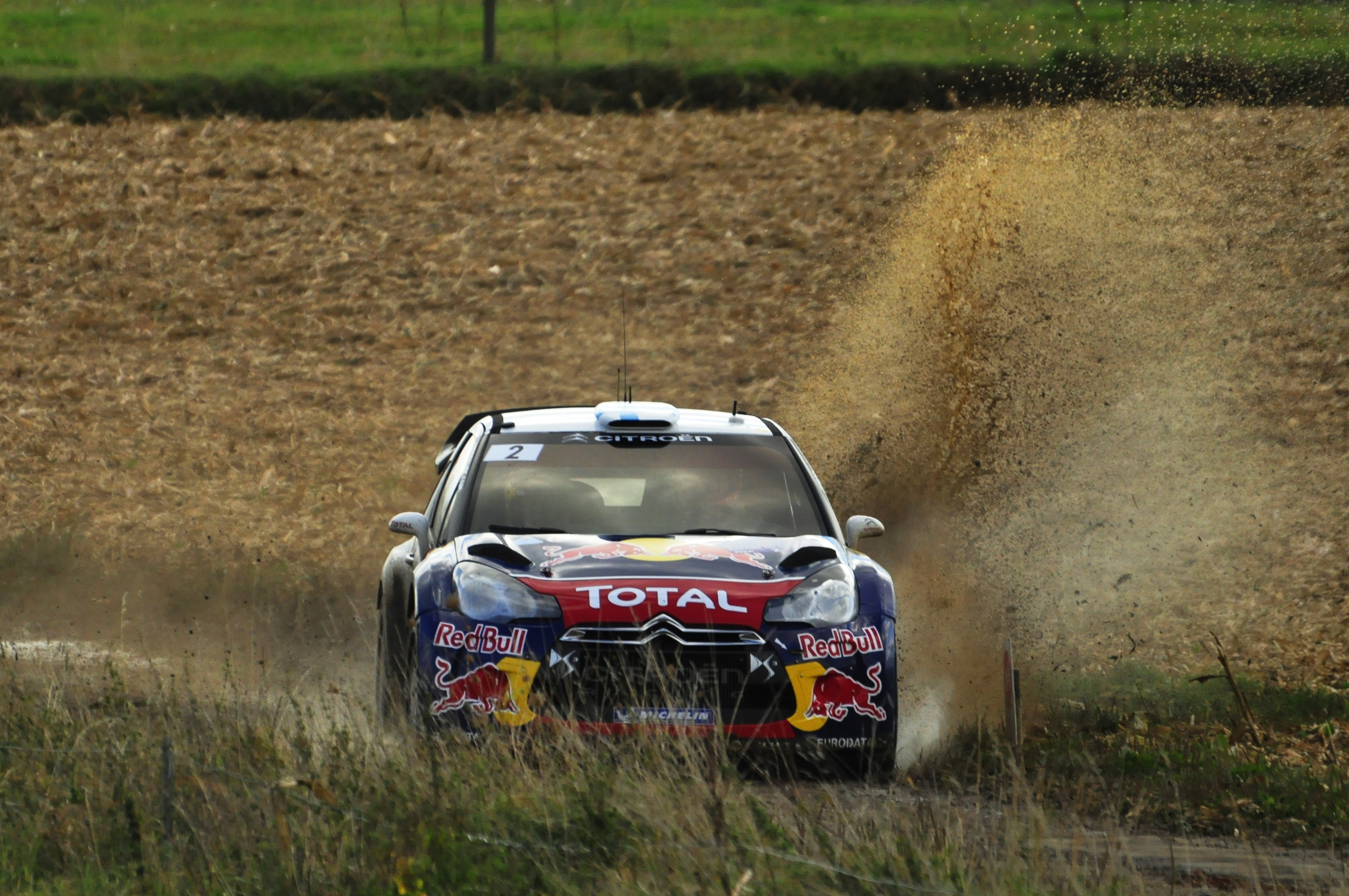
Микко Хирвонен (2012)

Ралли Франции Эльзас, Ралли Эльзас (фр. Rallye de France Alsace, Rallye d'Alsace)  — раллийная гонка в рамках чемпионата мира, проходившая на территории провинции Эльзас во Франции в 2010-14 годах. С 2015 года французский этап вновь стал проходить на Корсике.
Сервис-парк находился на северо-восточной окраине города Страсбург, недалеко от границы с Германией. Трасса была проложена по серпантину посреди виноградников и по многочисленным холмистым лесным дорогам, а также на военном полигоне в Лотарингии. По своим характеристикам Ралли в Эльзасе было схоже с Ралли Германии, которое проводилось примерно в 200 км. А своей компактностью оно походило на Ралли Иордании: все спецучастки располагались неподалёку от сервис-парка.

## История
На национальном уровне Ралли Эльзас-Вогез проводилось с 1984 года и в нём побеждали многие известные французские раллисты: Жан Раньотти в 1985 году, Дидье Ориоль в 1986-87 годах, Жиль Паницци в 1996 году, Себастьен Лёб в 2001 и Стефан Сарразен в 2004 годах.
Дебютное Ралли Франции стартовало 30 сентября 2010 года и окончилось победой Себастьена Лёба, который лидировал с самого первого спецучастка. Заключильный 20СУ проходил вблизи родного города Лёба – Агно. Победив на домашнем этапе, француз оформил свой рекордный седьмой чемпионский титул (а Citroën в шестой раз победила в зачёте производителей).
На следующий год Лёб сошёл уже на третьем спецучастке из-за технических проблем и в гонке первенствовал его соотечественник и напарник по команде Себастьен Ожье. Но борьба на этот раз шла гораздо более упорная: Дани Сордо и Петтер Сольберг совершенно не собирались допускать для Ожье «легкой прогулки к победе». А после финиша Сольберга и вовсе лишили его третьей позиции из-за недовеса автомобиля на целых четыре килограмма.
В 2012 и 2013 годах Лёб и Ожье снова обменялись победами, а единственным иностранцем-победителем стал в последний год существования эльзаского этапа финн Яри-Матти Латвала. После того как Лёб со своим штурманом Даниэлем Эленой покинули мировой чемпионат количество зрителей на трибунах значительно уменьшилось и в календарь чемпионата вновь вернули Ралли Корсики.

## Победители
| Год  | Пилот             | Автомобиль            |       |
| ---- | ----------------- | --------------------- | ----- |
| 2010 | Себастьен Лёб     | Citroën C4 WRC        | Отчет |
| 2011 | Себастьен Ожье    | Citroën DS3 WRC       | Отчет |
| 2012 | Себастьен Лёб     | Citroën DS3 WRC       | Отчет |
| 2013 | Себастьен Ожье    | Volkswagen Polo R WRC | Отчет |
| 2014 | Яри-Матти Латвала | Volkswagen Polo R WRC | Отчет |